# Леандро Кастан
Леа́ндро Каста́н да Си́лва (порт.-браз. Leandro Castán da Silva; 5 ноября 1986, Жау, штат Сан-Паулу) — бразильский футболист, выступавший на позиции защитника. Играл за сборную Бразилии.

## Биография
Леандро начинал карьеру футболиста в команде родного города Жау «XV ноября», но ещё в юношеском возрасте его приметили скауты «Атлетико Минейро», где Леандро продолжил обучение. В 2005 году дебютировал в Серии в составе «петушков». Но тот сезон был крайне неудачным для клуба из Белу-Оризонти, вылетевшего в Серию B. Леандро Кастан помог своей команде в следующем году вернуться в элиту, а в 2007 году отправился в шведский «Хельсингборг».

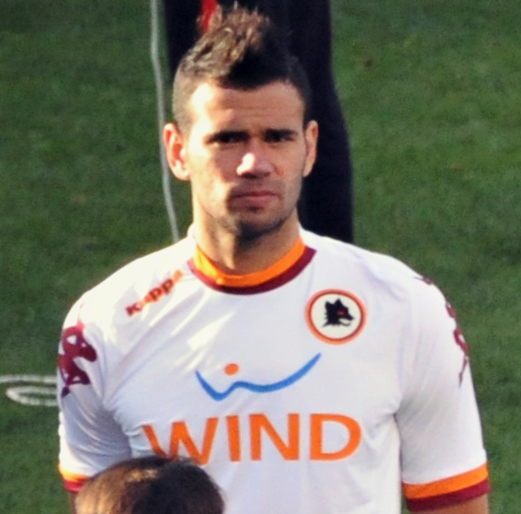
Кастан в составе «Ромы»

В Швеции Леандро Кастан провёл лишь один сезон, успев отметиться в еврокубках голом в ворота нидерландского ПСВ. В 2008 году перешёл в «Гремио Баруэри», а в 2010 — в «Коринтианс».
В 2011 году «Коринтианс» стал чемпионом Бразилии, в 2012 году впервые в своей истории дошёл до финала и выиграл Кубок Либертадорес. Леандро Кастан попал в символическую сборную этого турнира.
2 июля 2012 года было объявлено о переходе Леандро Кастана в итальянскую «Рому» за 5,5 млн евро.
В ноябре 2014 года у футболиста была обнаружена кавернозная гемангиома, 3 декабря 2014 перенёс операцию по её удалению. Вернулся к тренировкам лишь в апреле 2015 года.
10 июля 2016 года было объявлено, что Кастан будет отдан в аренду «Сампдории» на сезон 2016/17. Однако 18 августа, всего за два дня до начала нового сезона, «Сампдория» подтвердила, что аренда была прекращена и что вместо этого игрок перешёл в аренду в «Торино». Кастан участвовал в 3 из 5 предсезонных матчей «блюцеркьяти», включая игру с «Барселоной» в рамках кубка Жоана Гампера.
11 января 2018 года Кастан на правах аренды присоединился к «Кальяри».
3 августа 2018 года игрок вернулся на родину в клуб «Васко да Гама».
Младший брат Леандро, Лусиано Кастан (1989 года рождения), также является профессиональным футболистом, выступает за «Брагантино».

## Достижения
- Чемпион штата Минас-Жерайс (1): 2007
- Чемпион Бразилии (1): 2011
- Чемпион Серии B Бразилии (1): 2006
- Обладатель Кубка Либертадорес (1): 2012